# Середа Василь
Васи́ль Сере́да (нар. 1906 — ??) — український науковець. Інженер залізничного транспорту родом з Полтавщини; після закінчення Харківського Інституту інженерів залізничного транспорту асистент у ньому, доцент, професор, з 1941 завідувач кафедри. Понад 50 друкованих праць з питань залізничної технології.